# Johann Jäger (Politiker, 1794)
Johann Christoph Jäger (* 17. April 1794 in Stübnitz; † 13. Januar 1866 ebenda) war ein deutscher Gutsbesitzer und Politiker.

## Leben
Jäger war der Sohn des Johann Gottfried Jäger aus Stübnitz und dessen Ehefrau Johanne Rosine geborene Martin aus Pörßdorf. Er war evangelisch-lutherischer Konfession und heiratete am 11. April 1815 in erster Ehe in Rüdersdorf Johanne Marie Rosine Panzer (* 1798 in Rüdersdorf; † 12. Juni 1819 in Stübnitz). In zweiter Ehe heiratete er am 27. Juli 1820 in Reichartsdorf Luise Henrietta Stark (* 25. August 1797 in Reichartsdorf; † 12. Oktober 1857 in Stübnitz), die Tochter des Besitzers der Rauchmühle Johann Gottfried Stark.
Jäger lebte als Gutsbesitzer in Stübnitz.
Vom 2. Oktober 1848 bis zum 21. Dezember 1849 war er Mitglied im Landtag Reuß jüngerer Linie.